# F. J. Harvey Darton
Frederick Joseph Harvey Darton, né le 22 septembre 1878 et mort le 26 juillet 1936 est un auteur, éditeur et historien de littérature d'enfance et de jeunesse britannique. 

## Biographie
Fils d'un éditeur londonien, qui avait cofondé en 1881, la maison Wells Gardner, Darton and Company (en), spécialisée dans le livre pour enfants. F. J. Harvey Darton fait ses études au Sutton Valence School puis au Dover College et obtient un diplôme en art classique au St John's College à Oxford en 1899.
Il a écrit en 1932 un essai qui relate l'histoire de la littérature d'enfance et de jeunesse en Angleterre, intitulé The Story of English Children's Books in England : Five Centuries of Social Life. La Children's Books History Society décerne un prix en son honneur,.

## Œuvre sélective
- Darton's Sunday Pleasure Book (1898)
- The Story of the Canterbury Pilgrims: Retold from Chaucer and Others (1904)
- Without Fear and Without Reproach: The Adventures of the Famous Knight Bayard (1905)
- The Merry Tales of the Wise Men Of Gotham (1907). Illustrée Gordon Browne
- A Wonder Book of Old Romance (1907). Illustrée by A. G. Walker
- Pilgrims' Tales from "Tales of the Canterbury Pilgrims" (1908). Illustrated by Hugh Thomson
- A Wonder Book of Beasts (1909). Illustrée par  Margaret Clayton
- The Life and Times of Mrs Sherwood (1775–1851) (Biographie de Mary Martha Sherwood) (1910)
- My Father's Son: a Faithful Record (1913)
- Seven Champions of Christendom (1913). Illustrée par Norman Ault.
- The London Museum (1914)